# Nymphomyia brundini
Nymphomyia brundini är en tvåvingeart som först beskrevs av Douglas Keith McEwan Kevan 1970.  Nymphomyia brundini ingår i släktet Nymphomyia och familjen Nymphomyiidae. Inga underarter finns listade i Catalogue of Life.